# الحرجة (إب)

تعديل مصدري - تعديل

الحرجة هي إحدى قرى عزلة شعب يافع بمديرية إب التابعة لمحافظة إب، بلغ تعداد سكانها 291 نسمة حسب تعداد اليمن لعام 2004.